# Percichthys laevis
Percichthys laevis är en fiskart som först beskrevs av Jenyns, 1840.  Percichthys laevis ingår i släktet Percichthys och familjen Percichthyidae. Inga underarter finns listade i Catalogue of Life.